# Siennica Nadolna
Siennica Nadolna – wieś w Polsce położona w województwie lubelskim, w powiecie krasnostawskim, w gminie Krasnystaw.
Za Królestwa Polskiego istniała gmina Siennica Nadolna. W latach 1975–1998 miejscowość administracyjnie należała do województwa chełmskiego.
Obok miejscowości przepływa niewielka rzeka Siennica, dopływ Wieprza.
Wieś stanowi sołectwo gminy Krasnystaw. Według Narodowego Spisu Powszechnego (III 2011 r.) wieś liczyła 1763 mieszkańców.
Siennica Nadolna jest siedzibą rzymskokatolickiej parafii Miłosierdzia Bożego.

## Historia
Wieś notowana około 1448 roku jako „Sennicza Wirnbyanthae”. Nazwa „Sienicza Nadolna” pojawia się w dokumentach z roku 1621.
Wieś ta została około 1540 r. własnością Mikołaja Reja, którą do majątku wniosła w  posagu żona Reja – Zofia Kosnówna.
Według Słownika geograficznego Królestwa Polskiego z roku 1889 Siennica Nadolna to wieś i folwark w powiecie krasnostawskim, gminie Rudka, parafii własnej. Wieś leży przy drodze bitej z Krasnegostawu do Rejowca, nad wielkim stawem w kotlinie, posiada szkołę początkową, młyn wodny, browar (z produkcją do 5000 rubli srebrnych), 45 osad włościańskich 649 mórg roli i 996 mórg roli folwarcznej.
W roku 1827 spisano tu 302 mieszkańców w 49 domach.
W czasie okupacji niemieckiej mieszkająca we wsi rodzina Wronów i Sadlaków udzieliła pomocy Michalinie Abramowicz. W 1992 roku Instytut Jad Waszem podjął decyzję o przyznaniu Janowi i Marii Wronom oraz Mariannie i Kazimierzowi Sadlakom tytułu Sprawiedliwych wśród Narodów Świata.

## Szlaki turystyczne i galeria
- Pieszy szlak turystyczny:  – Szlak Ariański
- Rowerowy szlak turystyczny: Szlak Mikołaja Reja

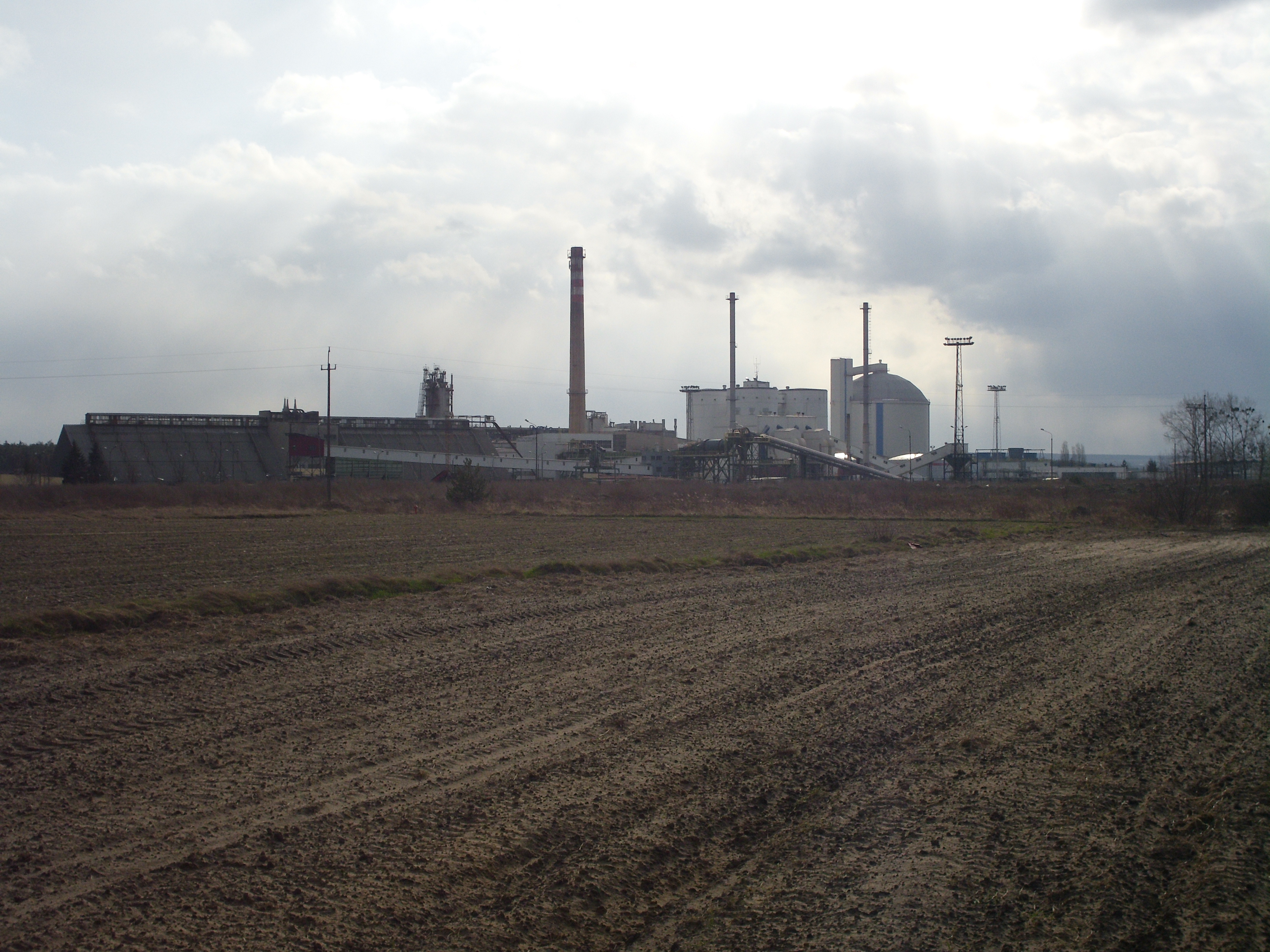
Cukrownia Krasnystaw
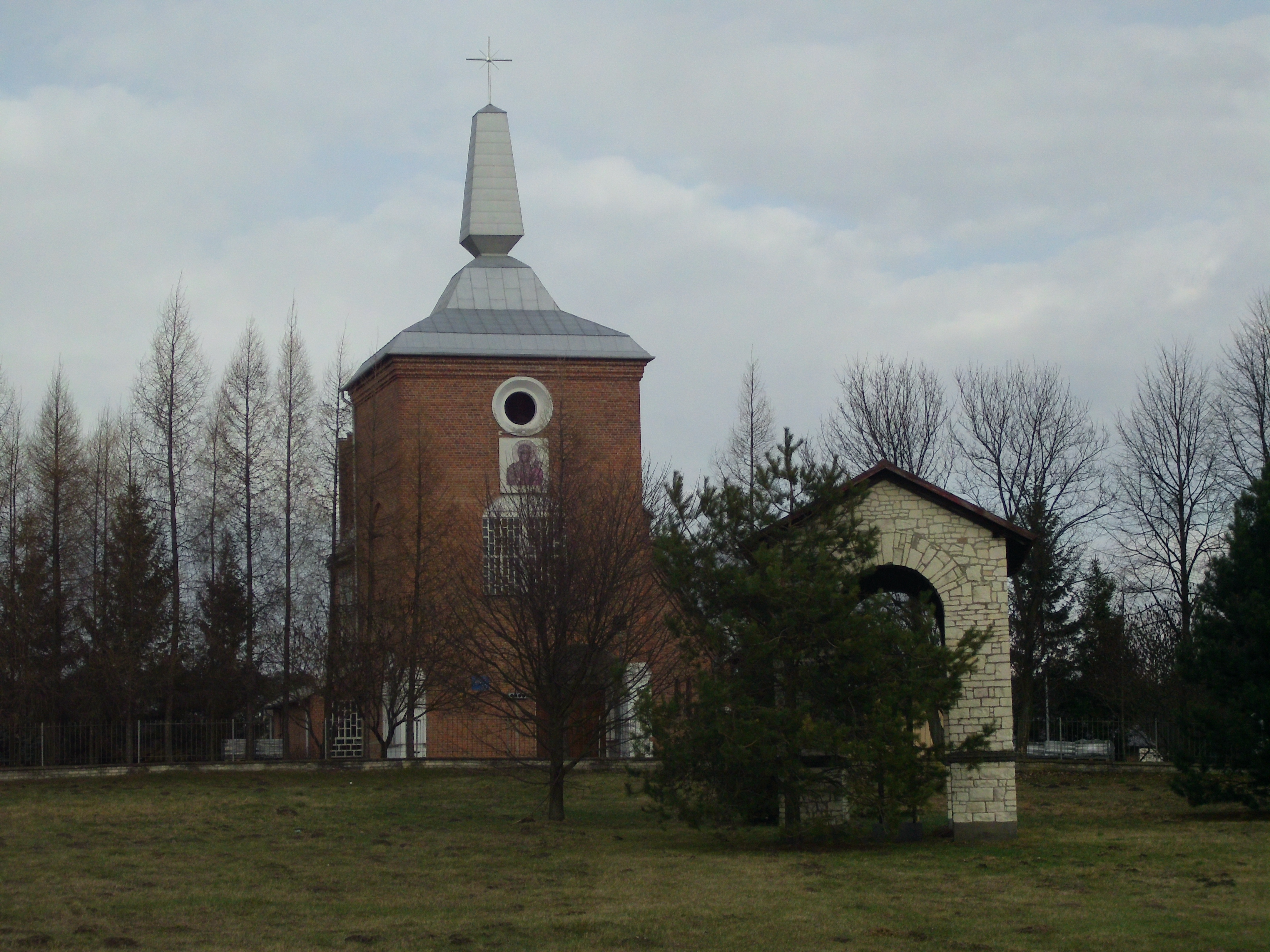
Cmentarz wojenny